# 東田端
東田端（ひがしたばた）は、東京都北区の町名。現行行政地名は東田端一丁目及び東田端二丁目。住居表示実施済区域。

## 地理
東京都北区・滝野川地区の東南部に位置する。北部で荒川区西尾久、東部で田端新町・南部で荒川区西日暮里・西部で田端・西北部で中里（1点で僅かに接する）に接する。
JR東日本山手線・京浜東北線（東北本線）及び東北本線尾久支線の間に挟まれた市街地。荒川沿いに形成された下町低地（東京低地）にあたり、武蔵野台地の東部を占める山手台地東端にあたる田端とは異なる。地域は滝野川警察署及び滝野川消防署 の管轄地域内にある。住宅の他、物流拠点に近いため倉庫や商業地もみられる。地内の多くの部分を鉄道用地が占め、田端駅・田端信号場駅・JR東日本田端運転所をはじめとする鉄道関係の施設も多い。

## 歴史
当地域は田端村の一部であり、小名は村を二分した小名のうち下田端の西部にあたっていた。もう一方の台地上の上田端に対して呼ばれた名で低地部は下田端と呼ばれていた。
1889年（明治22年）に町村制が施行されると、この地域は北豊島郡滝野川村大字田端のうち字峡附及び峡下となった。1913年（大正3年）10月1日に滝野川村が町制施行し、滝野川町になった後もそれぞれの小字であり続けた。 
1930年（昭和5年）5月、字峡附及び字峡下は滝野川町の大字として田端町の一部となった。東京市の設置した町界町名地番整理委員会によって新たに編入される予定の20区の町村に対し、「鉄道・軌道または道路、河川などによって区分統合し、旧町はなるべく旧称を尊重する」という大方針及び委員会の定めた6方針のうち「（ハ）　大字をもって地番区域とする町村界整理は、大字の区域をもって新町とすること、大字の区域があまりに広く、一般に小字を使用しているもの、または数小字を総称する地方名のあるときは一小字または数小字の区域を持って新町とすること。大字の一部がほかの大字に散在し、または他町村に飛地している場合は前項にならう」との方針によって、東北本線尾久支線の土堤以東を田端新町一-三丁目とし、当地は土堤以西を田端町とした区域の最東部となった。また、当地と田端町のうち上田端とは1935年（昭和10年）に架設された省線田端駅北側の跨線橋・田端大橋で繋がるのみであり、上中里経由の路線が引かれて以降田端大橋の完成までは道灌山下の道路を使って日暮里町（現在の西日暮里）側を大きく迂回しなければ往来できなかった。
1932年（昭和7年）10月1日 、滝野川区田端町の一部となったが、既に地番整理済みだったため、町名、地番とも変更がなかった。
関東大震災後は軍用地が多くを占めた田端町台地部に対して当地及び田端新町によって形成される低地部は民間工業を中心とする工業地帯として発展した。1942年（昭和17年）以降は第二次世界大戦の激化により一般工場の軍需工場化および大小の軍需産業の流入が起き、昭和町及び堀船に続く工場密集地帯となった。
終戦後、1947年（昭和22年）3月15日になると北区成立のため、北区田端町の一部となった。1969年5月15日に京浜東北線線路から東側の当地が田端町より分離、東田端一丁目、二丁目となり、住居表示が行われた。分離後の田端の西半、上田端側と東田端を結ぶ唯一の道路である田端大橋は、すぐ北側に1987年（昭和62年）に新田端大橋が架設されたのを機に撤去される予定だったが、地域住民からの要望により人道橋・田端ふれあい橋として改装された。かつて小工場が進出した土地の多くが現在は高層住宅に置き換わりつつあるが、高度経済成長期以前に建設された工場勤務者向けの小規模な住宅・アパートも残っている。

### 沿革
- 1889年（明治22年） 町村制施行のため、北豊島郡滝野川村大字田端の字峡附・字峡下となる。
- 1913年（大正3年）10月1日 滝野川村が町制施行し、北豊島郡滝野川町大字田端の各小字となる。
- 1930年（昭和5年）5月 東京市による周辺町村の編入準備のため、滝野川町大字田端町の一部となる。
- 1932年（昭和7年）10月1日 滝野川町が東京市に編入され、東京市滝野川区田端町の一部となる
- 1943年（昭和18年）7月1日 東京都制施行のため、東京都滝野川区田端町の一部となる。
- 1947年（昭和22年）3月15日 北区成立のため、東京都北区田端町の一部となる。
- 1969年（昭和44年）5月15日 東田端一丁目及び東田端二丁目となり、住居表示が実施される。

## 世帯数と人口
2023年（令和5年）1月1日現在（東京都発表）の世帯数と人口は以下の通りである。
| 丁目         | 世帯数    | 人口    |
| ------------ | --------- | ------- |
| 東田端一丁目 | 934世帯   | 1,496人 |
| 東田端二丁目 | 1,219世帯 | 1,979人 |
| 計           | 2,153世帯 | 3,475人 |

### 人口の変遷
国勢調査による人口の推移。
| 年                 | 人口  |
| ------------------ | ----- |
| 1995年（平成7年）  | 2,858 |
| 2000年（平成12年） | 2,870 |
| 2005年（平成17年） | 3,414 |
| 2010年（平成22年） | 3,271 |
| 2015年（平成27年） | 3,442 |
| 2020年（令和2年）  | 3,559 |

### 世帯数の変遷
国勢調査による世帯数の推移。
| 年                 | 世帯数 |
| ------------------ | ------ |
| 1995年（平成7年）  | 1,327  |
| 2000年（平成12年） | 1,472  |
| 2005年（平成17年） | 1,878  |
| 2010年（平成22年） | 1,897  |
| 2015年（平成27年） | 1,962  |
| 2020年（令和2年）  | 2,070  |

## 学区
区立小・中学校に通う場合、学区は以下の通りとなる（2023年10月時点）。
| 丁目         | 番地 | 小学校                 | 中学校           |
| ------------ | ---- | ---------------------- | ---------------- |
| 東田端一丁目 | 全域 | 北区立滝野川第四小学校 | 北区立田端中学校 |
| 東田端二丁目 | 全域 | 北区立滝野川第四小学校 | 北区立田端中学校 |

## 交通

### 鉄道
- JR田端駅（■京浜東北線、■山手線）
- JR貨物田端信号場駅 - 日本貨物鉄道の貨物駅。現在は操車場機能のみを持つ。

### 道路
- 東京都道458号白山小台線
  - 新田端大橋　- 1987年（昭和62年）竣工。
  - 田端ふれあい橋（旧田端大橋） - 1935年（昭和10年）竣工。御突桁式下路版桁三径間ゲルバー式溶接橋。1992年（平成4年）、歩行者専用の田端ふれあい橋として改装。

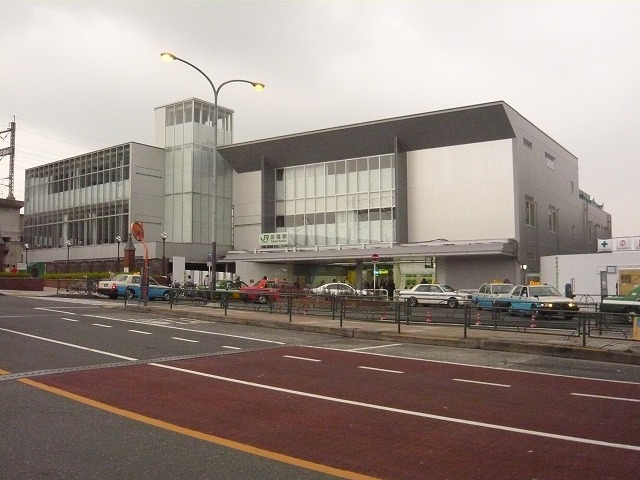
田端駅北口
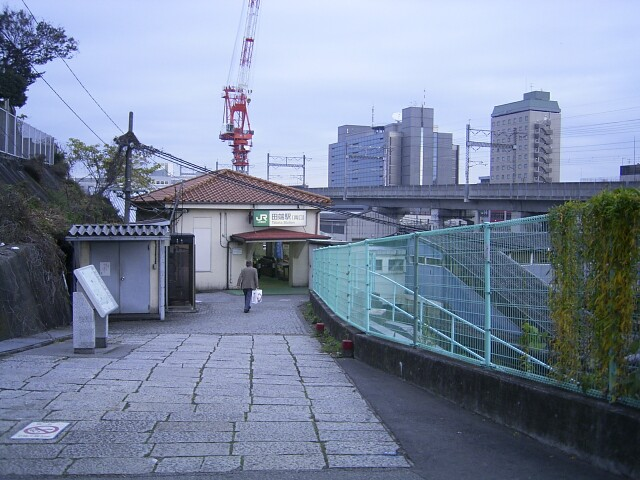
田端駅南口
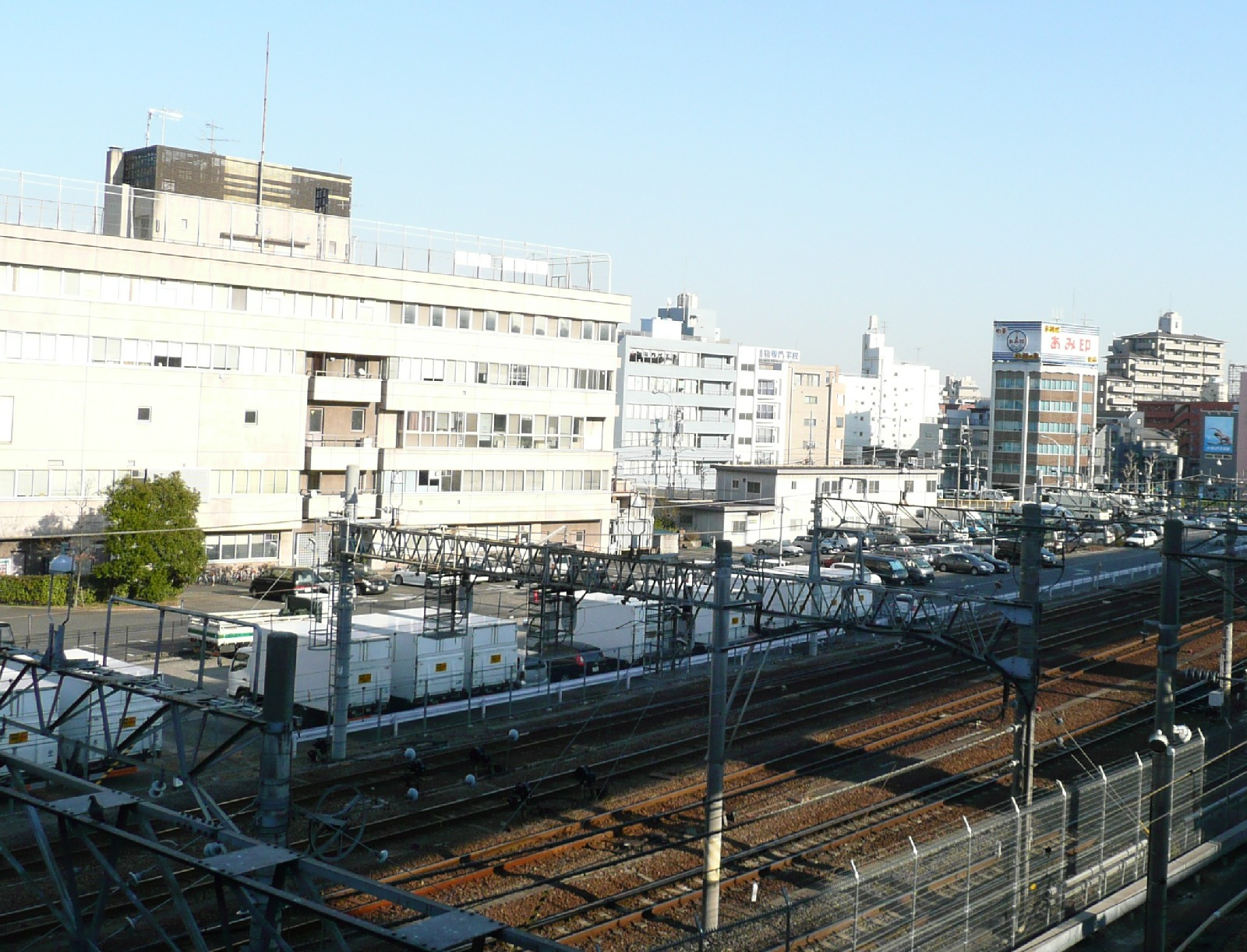
田端信号場駅
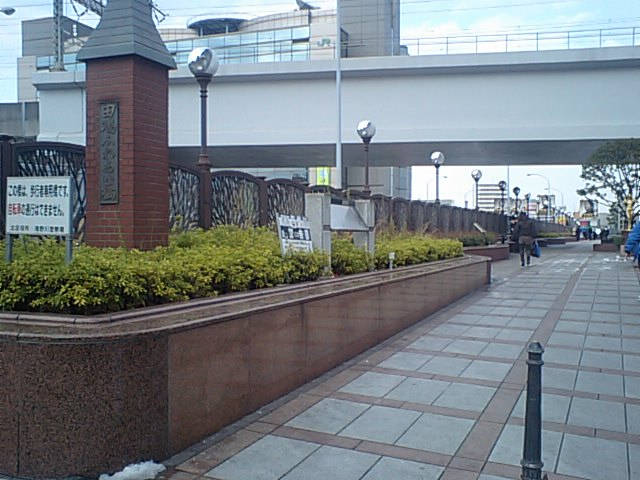
田端ふれあい橋

## 事業所
2021年（令和3年）現在の経済センサス調査による事業所数と従業員数は以下の通りである。
| 丁目         | 事業所数  | 従業員数 |
| ------------ | --------- | -------- |
| 東田端一丁目 | 143事業所 | 2,090人  |
| 東田端二丁目 | 125事業所 | 4,540人  |
| 計           | 268事業所 | 6,630人  |

### 事業者数の変遷
経済センサスによる事業所数の推移。
| 年                 | 事業者数 |
| ------------------ | -------- |
| 2016年（平成28年） | 258      |
| 2021年（令和3年）  | 268      |

### 従業員数の変遷
経済センサスによる従業員数の推移。
| 年                 | 従業員数 |
| ------------------ | -------- |
| 2016年（平成28年） | 6,783    |
| 2021年（令和3年）  | 6,630    |

## 施設
- 北区滝野川区民事務所東田端分室
- 東田端ふれあい館
- 北区立滝野川第四小学校
- 中央工学校（一部校舎）
- 中央動物専門学校
- 東田端公園
- 東田端郵便局
- 東日本旅客鉄道東京支社
- あみ印食品工業本社
- ホテルメッツ田端
- JR東日本田端運転所
- 東京省力化軌道工事区
- 東灌森稲荷神社 - 江戸城築城時に建立された方除のひとつ。
- シネマ・チュプキ・タバタ

## その他

### 日本郵便
- 郵便番号 : 114-0013[3]（集配局 : 王子郵便局[22]）。